# Katharina Diederichs
Katharina Diederichs (Halle, 8 de febrero de 2001) es una deportista alemana que compite en piragüismo en la modalidad de aguas tranquilas. Ganó una medalla de bronce en el Campeonato Europeo de Piragüismo de 2025, en la prueba de K4 500 m.

## Palmarés internacional
| Campeonato Europeo | Campeonato Europeo       | Campeonato Europeo | Campeonato Europeo |
| Año                | Lugar                    | Medalla            | Competición        |
| ------------------ | ------------------------ | ------------------ | ------------------ |
| 2025               | Račice (República Checa) | Medalla de bronce  | K4 500 m           |